# Lee Hazlewood
Lee Hazlewood (ur. 9 lipca 1929 w Mannford w Oklahomie, zm. 4 sierpnia 2007 w Las Vegas w Nevadzie) – amerykański piosenkarz, producent i autor tekstów.
W 2005 roku dowiedział się, że ma raka nerek; mimo choroby w 2006 roku wydał płytę Cake or Death. Po dwuletniej walce z nowotworem zmarł 4 sierpnia 2007 roku.

## Dyskografia
- 1963 Trouble Is a Lonesome Town
- 1964 N.S.V.I.P.
- 1965 Friday's Child
- 1966 The Very Special World Of Lee Hazlewood
- 1967 Lee Hazlewoodism Its Cause and Cure
- 1968 Nancy and Lee (współpraca z Nancy Sinatrą)
- 1968 Something Special
- 1968 Love and Other Crimes
- 1969 The Cowboy and the Lady (współpraca z Ann Margret)
- 1969 Forty
- 1970 Cowboy in Sweden
- 1971 Requiem for an Almost Lady
- 1972 Nancy and Lee Again (współpraca z Nancy Sinatrą)
- 1972 13
- 1973 I'll Be Your Baby Tonight
- 1973 Poet, Fool Or Bum
- 1974 The Stockholm Kid Live At Berns
- 1975 A House Safe For Tigers
- 1976 20th Century Lee
- 1977 Movin' On
- 1977 Back On The Street Again
- 1993 Gypsies & Indians (współpraca z Anną Hanski)
- 1999 Farmisht, Flatulence, Origami, ARF!!! & Me...
- 2002 For Every Solution There's a Problem
- 2002 For Every Question There's an Answer
- 2002 Bootleg Dreams & Counterfeit Demos
- 2003 Lycanthrope Tour/Europe 2002
- 2004 Nancy & Lee 3 (współpraca z Nancy Sinatrą)
- 2006 Lee Hazlewood & das erste Lied des Tages
- 2006 Cake or Death